# Tortilla Flat (Arizona)
Pour les articles homonymes, voir Tortilla Flat (homonymie).
Tortilla Flat est une communauté non incorporée située à l'extrême oriental du comté de Maricopa dans l'État de l'Arizona aux États-Unis. Elle est située dans le centre de l'État au nord-est d'Apache Junction. C'est le dernier arrêt de diligence qui reste le long de l'Apache Trail. La communauté a une population de 6 habitants.

## Annexe